# 대한민국 형사소송법 제142조
대한민국 형사소송법 제142조는 신체검사와 소환에 대한 형사소송법의 조문이다.

## 조문
제142조(신체검사와 소환)법원은 신체를 검사하기 위하여 피고인 아닌 자를 법원 기타 지정한 장소에 소환할 수 있다.

第142條(身體檢査와 召喚)法院은 身體를 檢査하기 爲하여 被告人 아닌 者를 法院 其他 指定한 場所에 召喚할 수 있다.

## 참고 문헌
- 손동권 신이철, 새로운 형사소송법(초판, 2013), 세창, 2013. ISBN 9788984114081